# Naihati
Naihati è una suddivisione dell'India, classificata come municipality, di 215.432 abitanti, situata nel distretto dei 24 Pargana Nord, nello stato federato del Bengala Occidentale. In base al numero di abitanti la città rientra nella classe I (da 100.000 persone in su).

## Geografia fisica
La città è situata a 22° 54' 10 N e 88° 25' 1 E e ha un'altitudine di 14 m s.l.m..

## Società

### Evoluzione demografica
Al censimento del 2001 la popolazione di Naihati assommava a 215.432 persone, delle quali 113.706 maschi e 101.726 femmine. I bambini di età inferiore o uguale ai sei anni assommavano a 20.139, dei quali 10.805 maschi e 9.334 femmine. Infine, coloro che erano in grado di saper almeno leggere e scrivere erano 160.440, dei quali 89.546 maschi e 70.894 femmine.